# Carla Morrison
Carla Patricia Morrison Flores, mes coneguda com Carla Morrison   (Tecate, 19 de juliol de 1986), és una cantant i compositora mexicana. Ha estat guanyadora de tres premis Grammy Llatí; dos per millor cançó alternativa amb «Déjenme llorar», el 2012, i «Vez primera», el 2016; i un pel seu àlbum debut «Déjenme llorar», certificat platí per l'Associació Mexicana de Productors de Fonogrames i Videogrames.
El 2009, va llançar el seu primer EP, titulat Aprendiendo a aprender, produït de forma autònoma en l'estudi de Jordan Beriault en Tempe, Arizona, amb temes composts i produïts per ella mateixa. El 2010, la cantant mexicana Natalia Lafourcade li va produir el seu segon EP «Mientras tú dormías».
El 2017, va debutar com a actriu en la pel·lícula Ana María in Novela Land amb tres cançons seves a la banda sonora («Me encanta», «Hasta la piel» i «Yo sigo aquí»). El 2018, la revista Forbes la va nomenar com una de les 100 dones més poderoses de Mèxic, al costat de Eiza González, Martha Debayle i Elisa Carrillo.
Ha publicat dos àlbums d'estudi: Déjenme llorar (2012), disc d’indie-rock de dicció mexicana, i Amor supremo (2015); i un àlbum acústic; Amor supremo desnudo (2017). A més de quatre EPs: Aprendiendo a aprender (2009), Mientras tu dormias.. (2010), Jugando en serio (2013) i La niña del tambor (2016).